# دانشگاه هاشمی
دانشگاه هاشمی (به عربی: الجامعة الهاشمیة) یکی از دانشگاه‌های دولتی کشور اردن است.
این دانشگاه که در شهر زرقا قرار دارد در سال ۱۹۹۵ بنیاد شده و دارای ۱۴ دانشکده و ۱۷ هزار دانشجو است.